# Анатевка
Анатевка — построенный на средства еврейской общины населённый пункт в Киевской области, который наряду с лагерем беженцев в Шполе является социально-адаптационным проектом. Предназначен для беженцев с Востока Украины. Фундамент для будущего поселения заложил посол Израиля на Украине Элиав Белоцерковский. Торжественное открытие под председательством курирующего строительство главного раввина Украины Моше Реувена Асмана состоялось 1 сентября 2015 года.

## Название
Назван в честь населённого пункта из сборника новелл «Тевье-молочник» Шолом-Алейхема (праправнук которого посетил Анатевку) о философствующем молочнике Тевье. «Не много ли чести для меня, чтобы весь мир вдруг узнал, что по ту сторону Бойберика, недалеко от Анатовки, живет человек по имени Тевье-молочник?»